# Гайлендс-Ранч (Колорадо)
Гайлендс-Ранч (англ. Highlands Ranch) — переписна місцевість (CDP) в США, в окрузі Дуглас штату Колорадо. Населення — 103 444 особи (2020).

## Географія
Гайлендс-Ранч розташований за координатами 39°32′27″ пн. ш. 104°58′16″ зх. д. / 39.54083° пн. ш. 104.97111° зх. д. (39.540809, -104.971033).  За даними Бюро перепису населення США в 2010 році переписна місцевість мала площу 62,91 км², з яких 62,83 км² — суходіл та 0,07 км² — водойми.

## Демографія
Згідно з переписом 2010 року, у переписній місцевості мешкало 96 713 осіб у 34 054 домогосподарствах у складі 26 535 родин. Густота населення становила 1537 осіб/км².  Було 35167 помешкань (559/км²).
Расовий склад населення:
| - 88,7 % — білих - 5,6 % — азіатів - 1,2 % — чорних або афроамериканців - 0,4 % — корінних американців - 1,4 % — осіб інших рас |

До двох чи більше рас належало 2,6 %. Частка іспаномовних становила 7,2 % від усіх жителів.
За віковим діапазоном населення розподілялося таким чином: 32,0 % — особи молодші 18 років, 61,4 % — особи у віці 18—64 років, 6,6 % — особи у віці 65 років та старші. Медіана віку мешканця становила 36,3 року. На 100 осіб жіночої статі у переписній місцевості припадало 96,4 чоловіків;  на 100 жінок у віці від 18 років та старших — 93,4 чоловіків також старших 18 років.
Середній дохід на одне домашнє господарство  становив 128 046 доларів США (медіана — 108 570), а середній дохід на одну сім'ю — 140 153 долари (медіана — 120 640). Медіана доходів становила 88 229 доларів для чоловіків та 58 965 доларів для жінок. За межею бідності перебувало 3,6 % осіб, у тому числі 4,0 % дітей у віці до 18 років та 3,2 % осіб у віці 65 років та старших.
Цивільне працевлаштоване населення становило 54 194 особи. Основні галузі зайнятості: освіта, охорона здоров'я та соціальна допомога — 19,7 %, науковці, спеціалісти, менеджери — 17,2 %, фінанси, страхування та нерухомість — 12,6 %, роздрібна торгівля — 10,2 %.